# Арне Мортенсен
Арне Мортенсен (норв. Arne Mortensen, 14 жовтня 1900 — 28 лютого 1942) — норвезький академічний веслувальник.
Бронзовий призер Олімпійських Ігор 1920 року в складі вісімки.